# Dorfkirche Buchholz (Pritzwalk)

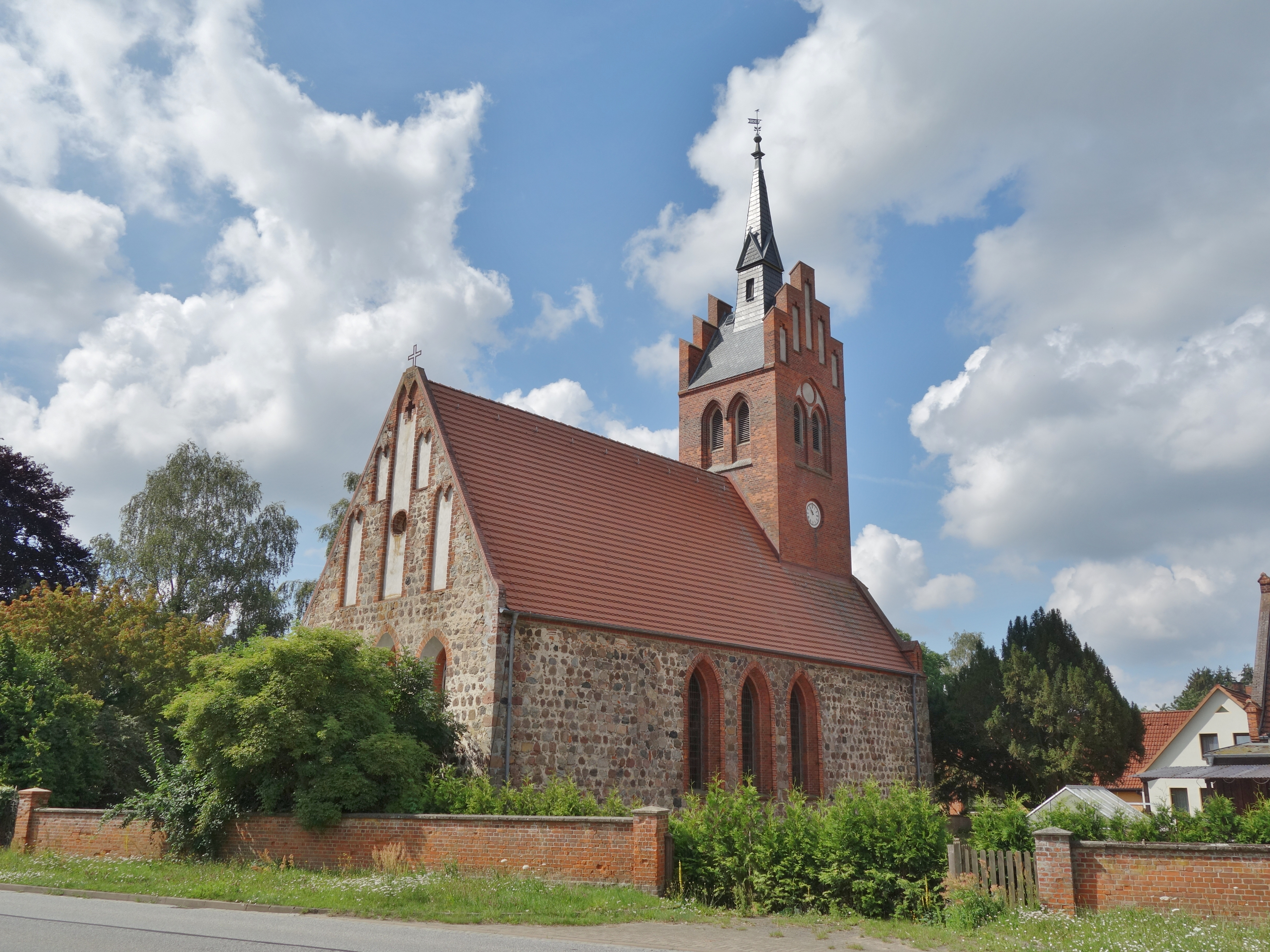
Dorfkirche Buchholz (Pritzwalk)

Die evangelische, denkmalgeschützte Dorfkirche Buchholz steht in Buchholz, einem Ortsteil der Stadt Pritzwalk im Landkreis Prignitz in Brandenburg. Die Kirchengemeinde gehört zum Pfarrsprengel Lindenberg-Buchholz im Kirchenkreis Prignitz im Sprengel Potsdam der Evangelischen Kirche Berlin-Brandenburg-schlesische Oberlausitz.

## Beschreibung
Die Saalkirche wurde am Anfang des 14. Jahrhunderts erbaut. Ihr Langhaus besteht aus Feldsteinen. 1856 wurde die Kirche umgebaut, dabei wurden die Fenster vergrößert. Der neugotische Dachturm aus Backsteinen im Westen entstand 1891. Er ist zwischen den Staffelgiebeln an der Süd- und Nordwand mit einem Satteldach bedeckt, aus dem sich ein Dachreiter erhebt. 
Zur Kirchenausstattung gehört ein um 1700 errichteter Altar, dessen Altarretabel sich zwischen geschnitzten Akanthusornamenten befindet. Die Orgel wurde ursprünglich mit fünf Registern auf einem Manual und angehängtem Pedal 1856 von Wilhelm Remler gebaut.